# Brian E. Daley
Pour les articles homonymes, voir Brian Daley et Daley.
Brian Edward Daley, SJ (né le 18 janvier 1940 à Orange (New Jersey)) est un prêtre catholique américain, jésuite et théologien. Il est professeur émérite de théologie à l'Université de Notre-Dame et a reçu le prix Ratzinger en 2012.

## Biographie
Il étudie à l'université Fordham, puis, grâce à une bourse Rhodes, il étudie les Literae Humaniores au Merton College d'Oxford,. Là-bas, il suit l'enseignement de John Lucas. Il entre dans la Compagnie de Jésus la même année en 1964.
Il retourne à Oxford et y obtient une maîtrise en 1967. Il est ordonné prêtre en 1970 et se rend ensuite à Francfort, où il étudie à la Sankt Georgen Graduate School of Philosophy and Theology et travaille comme assistant de recherche d'Alois Grillmeier. En 1978, il soutient sa thèse de doctorat à Oxford, sous la direction de Henry Chadwick, consacrée à Léonce de Byzance, avec une édition critique de ses œuvres.

### Travail professionnel et œcuménique
De 1978 à 1996, Daley enseigne à la Weston School of Theology et est l'un des fondateurs du Boston Area Patristics Group. En 1996, il accepte un poste de professeur à l'Université de Notre-Dame, où il réalise l'ensemble de sa carrière.
Il est depuis longtemps engagé dans le dialogue œcuménique et est l'un des signataires de la "Proposition de Princeton pour l'unité chrétienne" de 2003, parrainée par le Centre de théologie catholique et évangélique. Il est également l'actuel secrétaire exécutif de la North American Orthodox-Catholic Theological Consultation, coparrainée par la SCOBA, l'USCCB et la CCCB.
En octobre 2014, il présente "Les Églises catholiques orientales - Une perspective catholique romaine cinquante ans après Orientalium ecclesiarum" lors de la conférence "Le décret Vatican II sur les Églises catholiques orientales, Orientalium ecclesiarum - Cinquante ans plus tard" organisée par le Metropolitan Andrey Sheptytsky Institute d'études chrétiennes orientales à l'Université de Toronto.

### Honneurs et récompenses
Un Festschrift est publié en son honneur de Daley en 2008. Les contributeurs notables incluent Lewis Ayres, John Anthony McGuckin et Rowan Williams.
Le 20 octobre 2012, il reçoit le prix Ratzinger. Lors de la cérémonie de remise, le pape Benoît XVI félicite Daley pour son travail œcuménique avec les mots suivants : « Le père Daley, par son étude approfondie des Pères de l'Église, s'est placé à la meilleure école pour connaître et aimer l'un et l'autre. Église indivise, également dans la richesse de ses différentes traditions ; pour cette raison, il accomplit également un service responsable dans nos relations avec les Églises orthodoxes ». L'autre récipiendaire du prix Ratzinger en 2012 est le philosophe français Rémi Brague.
En 2013, Daley reçoit la médaille Johannes Quasten de l'École de théologie et d'études religieuses de l'Université catholique d'Amérique.

## Publications (sélection)
- God Visible: Patristic Christology Reconsidered (Oxford: Oxford University Press, 2018).
- The Harp of Prophecy: Early Christian Interpretation of the Psalms, edited with Paul R. Kolbet (Notre Dame, Indiana: University of Notre Dame Press, 2015).
- The Hope of the Early Church: A Handbook of Patristic Eschatology (Cambridge: Cambridge University Press, 1991; repr., Peabody: Hendrickson, 2003).
- Companions in the Mission of Jesus: Texts for Prayer and Reflection in the Lenten and Easter Seasons (New York: Georgetown University Press for the New York Province of the Society of Jesus, 1987).
- Eschatologie in der Schrift und Patristik, Handbuch der Dogmengeschichte IV.7a (Freiburg: Herder, 1986).
- Soteriologie in der Schrift und Patristik, Handbuch der Dogmengeschichte III.2a (Freiburg: Herder, 1978).

Il a également publié de nombreuses traductions des Pères de l’Église (Grégoire de Nysse, Grégoire de Nazianze, Léonce de Byzance) ainsi que le livre de Hans Urs von Balthasar sur Maxime le Confesseur.